# نت پدال

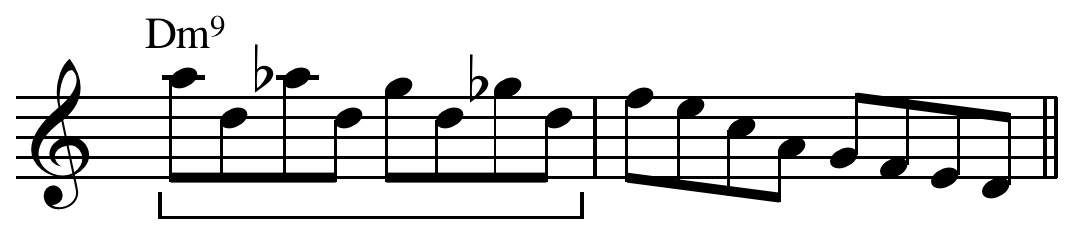
نمونه‌ای از نت پدال. تکرار نت «ر» در میزان اول، نقطهٔ پدال محسوب می‌شود.

نت پدال (انگلیسی: Pedal point)، نقطهٔ پدال، پدال ارگ یا پدال، یک نُتِ پوششی پایدار است. «پدال» به‌طور معمول در نت باس قرار می‌گیرد که در آن به عنوان یک نت خارج از هارمونی (ناسازگار) نسبت به بخش‌های دیگر به گوش می‌رسد.

## شرح
یک «نقطهٔ پدال» گاهی اوقات به عنوان نت‌های زینت عمل می‌کند، و آن را در کنار مجموعه‌ای از نت‌های سیستمِ تعلیق، تاخیر و گذر قرار می‌دهد. با این حال، نقطهٔ پدال بین «نت‌های زینت» منحصر به فرد است، به این دلیل که با مطبوعیت شروع می‌شود و تا زمانی که هارمونی حفظ شود یا تکرار شود، همراه با آکوردهای غریبه (نه نت‌های زینت) و «نامطبوع» ادامه دارد و در پایان به مطبوعیت بر می‌گردد.

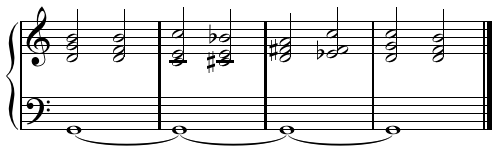
مثال از نت پدال.

## کاربرد
نقاط پدال «اثری تونالیته‌ای دارد و هارمونی را به ریشهٔ خود بازمی‌گرداند». هنگامی که یک نقطهٔ پدال در صدایی غیر از «باس» رخ می‌دهد، معمولاً به عنوان یک نقطهٔ پدالِ وارونه تلقی می‌شود (ر.ک. به معکوس). نقاط پدال معمولاً بر روی نت‌های پایه (تونیک) یا پنجم (نمایان) گام قرار می‌گیرند. در هارمونی اصلی، نت پدال به عنوان یکی از نت‌های آکورد در نظر گرفته می‌شود و پس از همراهی با «نت‌های زینت» و هارمونی‌های نامطبوع، دوباره به عنوان یکی از نت‌های خوشایند با آکورد «حل» می‌شود. یک نقطه پدال ممکن است ناپیوستگی مطابق با همه هارمونی‌های موجود در طول مدت زمان خود داشته باشد، تقریباً شبیه به یک «نت اضافه» از یک صدای غیر آکورد است، یا نقاط پدال ممکن است به عنوان یک نت مرکزی در موسیقی آتونال عمل کند.
یک «پدال دوبل»، دو نت پدال است که به‌طور همزمان اجرا می‌شوند. «پدالِ معکوس» نیز یک نت پدال است که در باس قرار نمی‌گیرد (و اغلب بالاترین قسمت آن است) موتزارت تعداد پدال‌های معکوس را در آثار خود به‌ویژه در قسمت‌های تکنوازی کنسرتوهایش گنجانید. «پدال میانی» نیز شبیه به پدال معکوس است، به جز اینکه در ردیف میانیِ بین باس و صداهای بالا اجرا می‌شود. 
نت‌های مکررِ پدالی (زمینه نوا) نیز از نظر درجه یا کیفیت، با نت پدالِ کشیده متفاوت است. نت‌های مکررِ پدالی ممکن در یک لحظه و غریبه با آکورد رخ دهد و کوتاه باشد ولی پدال کشیده، طولانی‌تر است و این امر تفاوت و کاربرد آنها را نشان می‌دهد.

## تاریخچه
این اصطلاح از ساز ارگ به دلیل توانایی آن در حفظ نت به‌طور نامحدود و تمایل به اجرای چنین نت‌هایی بر روی صفحهٔ کلیدِ پدال، توسط یک عضو دیگرِ بدن کمک گرفته شده‌است. صفحه کلیدِ پدال روی یک  یا دو  پا همزمان یا جدا اجرا می‌شود. به این ترتیب، نوازنده می‌تواند یک نتِ پدال را برای مدت طولانی نگه دارد، در حالی که با دو دست خود، موسیقی را در ارتفاع صوتی بالاتر، در صفحه کلیدهایی که با دست نواخته می‌شوند، اجرا کند.

## کاربرد در موسیقی کلاسیک
در موسیقی کلاسیک اروپا نمونه‌های زیادی از نت‌های پدال وجود دارد. پدال اغلب در موسیقی باروک اولیه ظاهر می‌شود و در بعضی آثار هاینریش شوتس و کلودیو مونته‌وردی یافت می‌شود. در قطعهٔ «فانتزی روی یک نت» برای «سازهای زهی» (در آن زمان ویول‌ها) اثرِ  هنری پرسل، یک نتِ دو در بخش تنور تکرار می‌شود، در حالی که ملودی در دیگر بخش‌ها، مخالف جهت این نت حرکت می‌کنند:

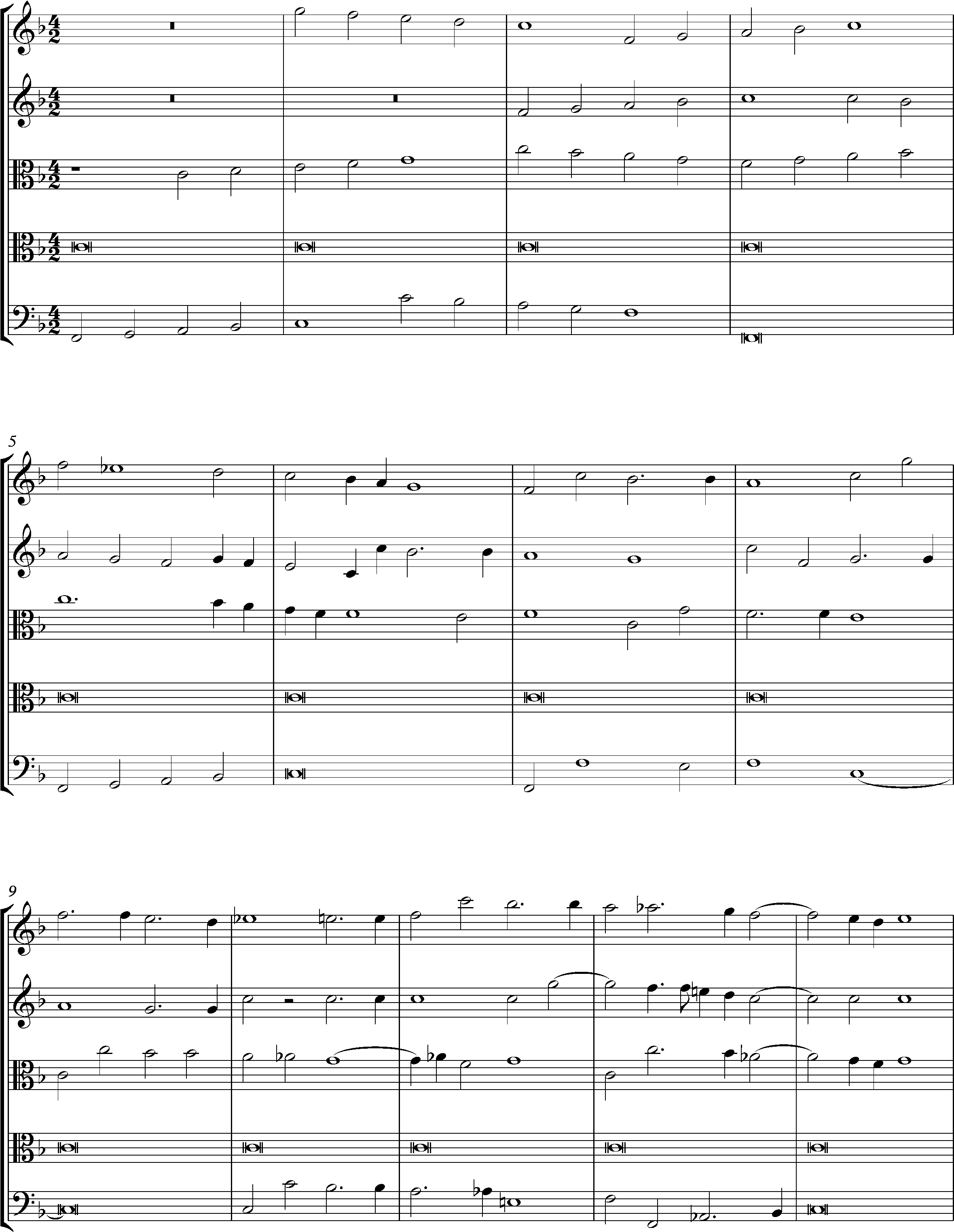
پورسل، «فانتزی روی یک نت»، میزان‌های شروع.

نقاط پدال اغلب در نزدیک به انتهای فوگ‌ها یافت می‌شوند «... نت پدال برای بخش بیان مجدد در تنالیته است، این ترکیب می‌تواند در طیِ مسیر، درونِ مدولاسیون‌ها، درجات مختلف، ورودی‌های میانی فوگ، جواب سوژه و بخش‌های اتصالی (اپیزودها) قرار گیرد». فوگ‌ها غالباً با فیگورهایی که بر روی یک نقطهٔ پدالِ باس نوشته شده‌است، به پایان می‌رسد:

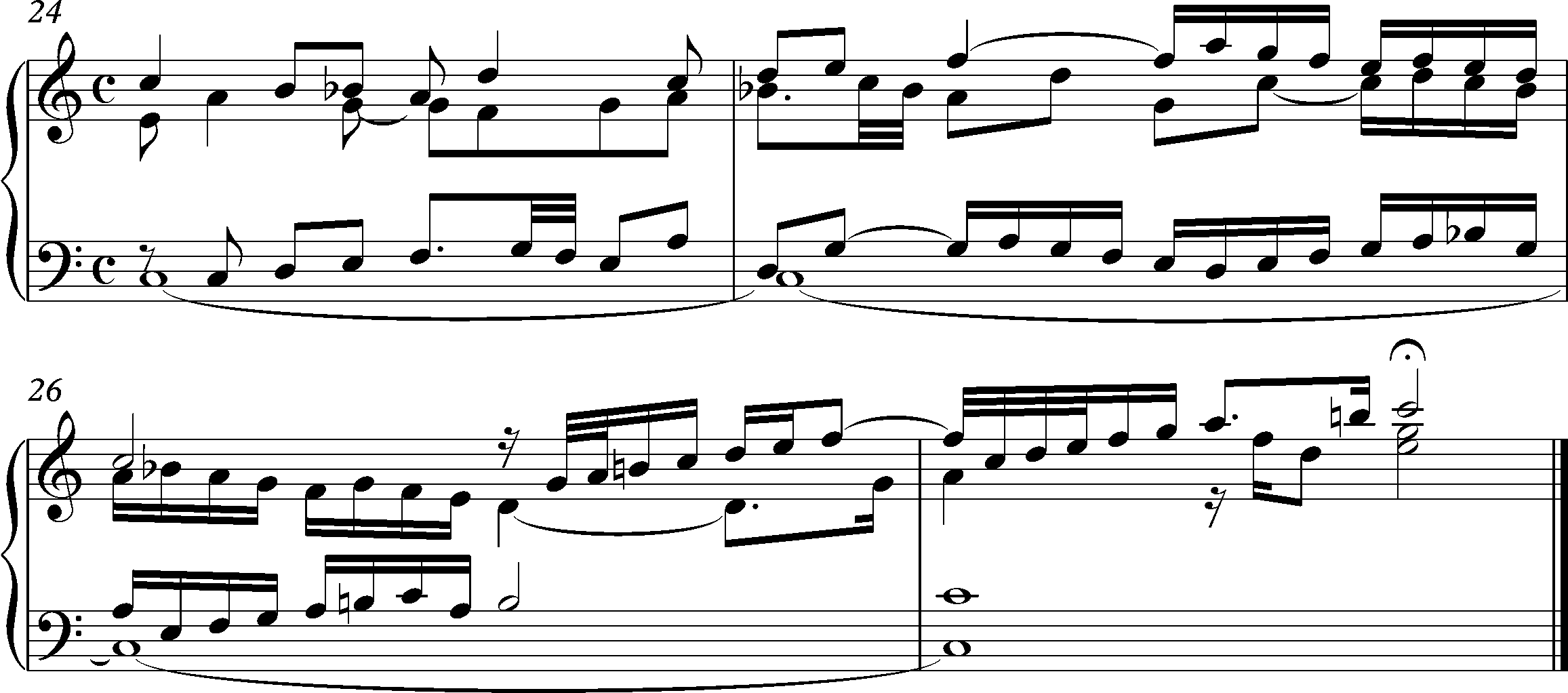
نت پدال در میزان‌های پایانیِ فوگ در دو ماژور از کلاویه خوش‌آهنگ، کتاب اول (BWV 846) اثر: یوهان سباستیان باخ.

نت‌های پدال همچنین در سایر آثار چندصدایی برای تقویت کادانس استفاده می‌شود، تأثیر دراماتیکِ نت پدال در ساختارِ اثر، چشمگیر است.

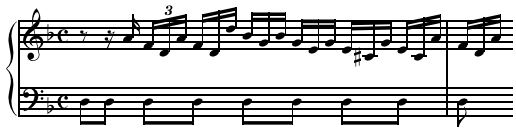
دو میزان از نت پدال مکرر (بخش باس) در پرلود شماره ۶ در ر مینور، (BWV 851) از کلاویه خوش‌آهنگ، کتاب اول اثر: باخ. تمامی نت‌های پدال به جز سه مورد (نت‌های سه‌تایی) در اواخرِ میزان اول، نت‌های خوشایند با بخش بالایی هستند.

اجرای نقاط پدال تا حدودی در ساز هارپسیکورد مشکل دارند، چرا که در این سار نت‌ها توانایی پایداری محدودی دارند. اغلب نت پدال در این ساز به روشی ساده در فواصل زمانی تکرار می‌شوند. صدای پدال را می‌توان با ترفند تریل نیز تحقق بخشید و این تکنیک خصوصاً در پدال‌های معکوس وجود دارد. روش دیگر تولید یک نت پدال در هارپسیکورد این است که نت (یا اکتاو آن) در هر ضرب تکرار شود. «پدالِ پا» در هارپسیکورد اجرای نت‌های مکررِ پدال را آسان‌تر می‌کند، زیرا دستانِ نوازنده آزادی بیشتری دارد تا در صفحهٔ کلید بالایی بنوازد.
با گسترش ساز پیانو آهنگسازان شروع به بررسی و توانایی نت پدال در این ساز برای ایجادِ حس و فضاسازی شدند. نمونه‌ای از پدالِ معکوس که با دست راست اجرا می‌شود، از ترانهٔ «ارل‌کونیگ» (روی شعری از گوته به نام «پادشاه جن»)، اثر: فرانتس شوبرت است:

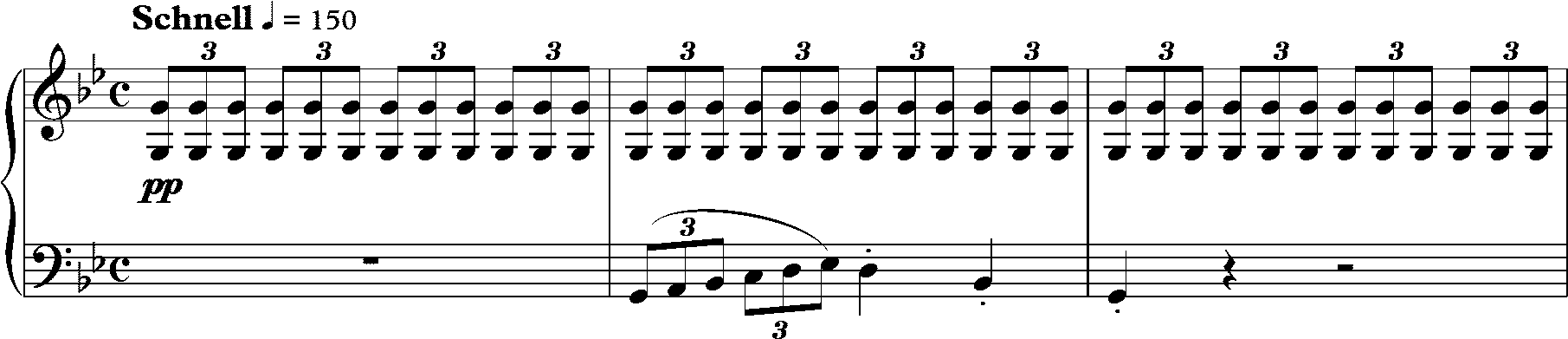
«ارل‌کونیگ» اثر: فرانتس شوبرت

## یادداشت
1. ↑  Erlkönig